# Сусіди 2
«Сусіди 2» (англ. Neighbors 2: Sorority Rising, букв. «Повстання сестринства») — американський комедійний фільм, знятий Ніколасом Столлером. Він є продовженням фільму «Сусіди» 2014 року. Прем'єра стрічки в Україні відбулася 19 травня 2016 року. Фільм розповідає про Мака та Келлі Реднерів, сусідом яких стає університетський жіночий клуб.

## У ролях
- Сет Роген — Мак Реднер
- Роуз Бірн — Келлі Реднер
- Зак Ефрон — Тедді Сандерс
- Хлоя Морец — Шелбі
- Дейв Франко — Піт Регазоллі
- Крістофер Мінц-Плассе — Скуні
- Джеррод Кармайкл — Гарф Слейд
- Ганнібал Бюрес — офіцер Воткінс
- Селена Гомес — Медісон
- Аквафіна — Крістіна
- Келсі Греммер — містер Робек
- Сієра Браво

## Виробництво
Зйомки фільму почались у кінці серпня 2015 року в Атланті.